# Palazzo Doria-Tursi
O palácio Doria-Tursi, ou palácio Niccolò Grimaldi, é um edifício histórico italiano, localizado na via Garibaldi 9, no centro histórico de Gênova . É um dos Palazzi dei Rolli que foram designados, na época da República de Gênova, para receber convidados de alto escalão durante visitas de Estado em nome do governo genovês.
Desde o13 de julho de 2006, o Palazzo Doria Tursi é um dos 42 palácios Rolli incluídos na Lista do Patrimônio Mundial da UNESCO. 
É a sede do Município de Génova e faz parte do complexo museológico do Musei di Strada Nuova . A frase Palazzo Tursi também é frequentemente usada como sinédoque para indicar a junta municipal ou o conselho municipal do Município de Gênova desde 1848  .

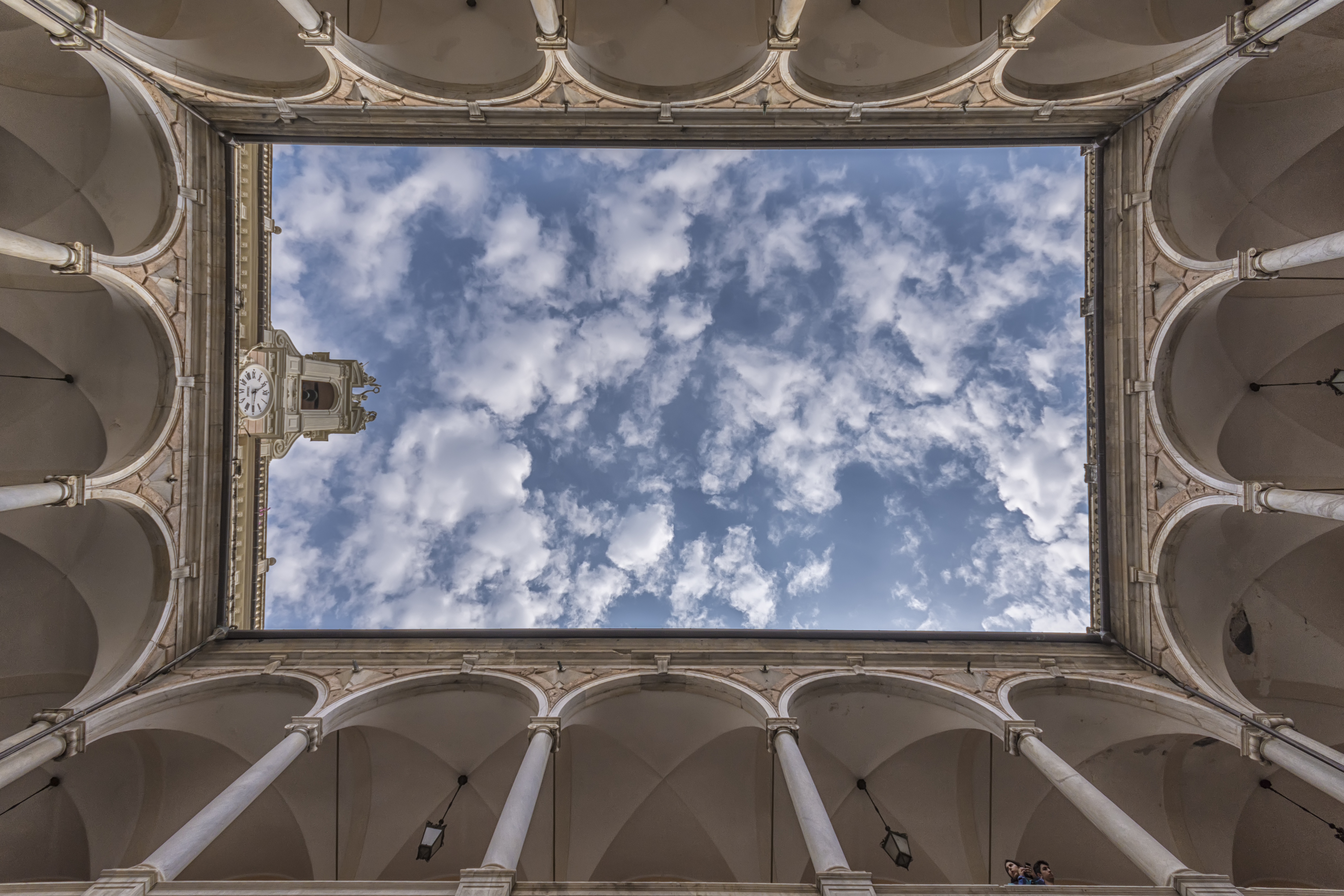
Vista inferior do Palácio

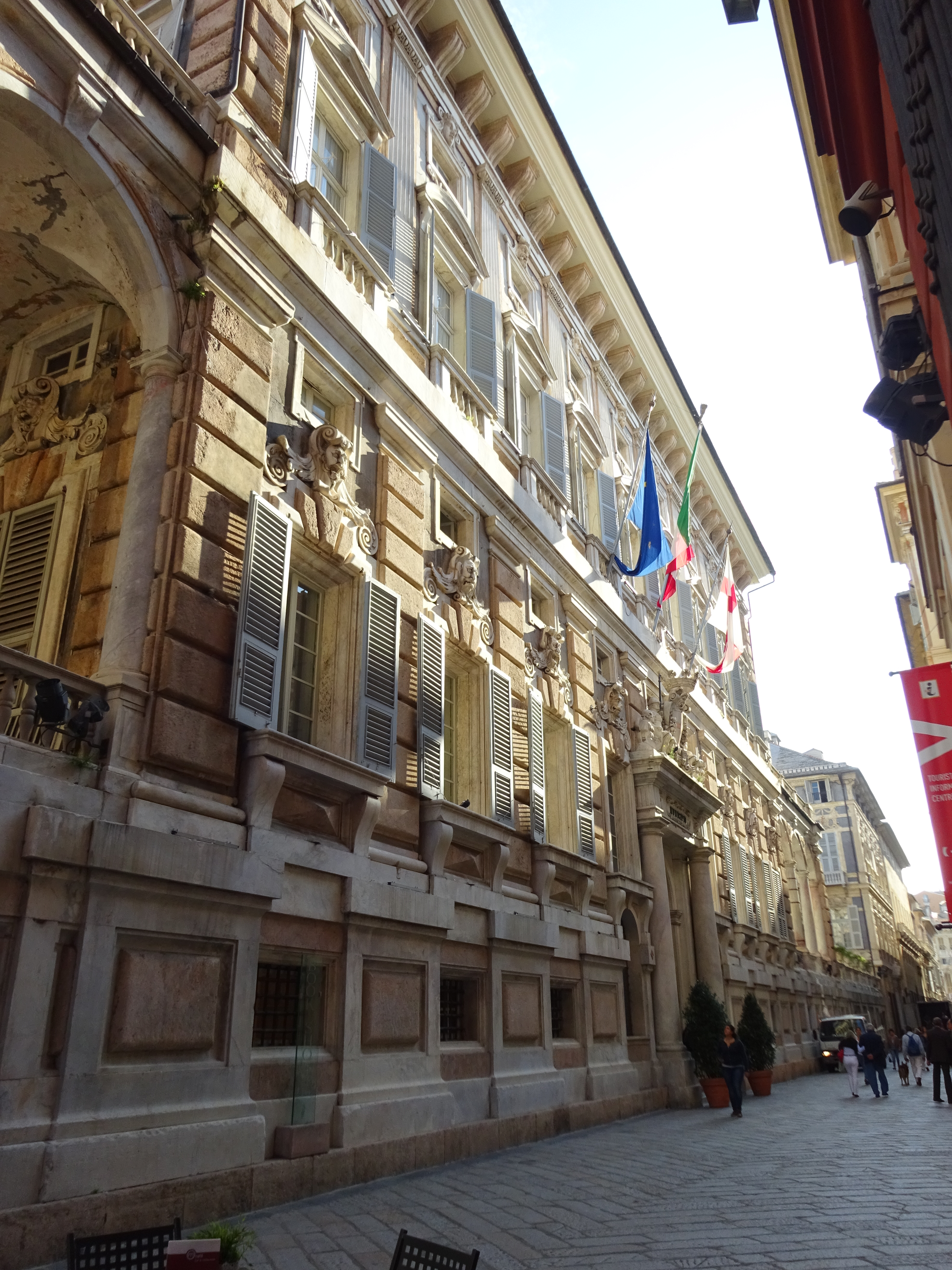
A fachada com pedra Finale rosa, ardósia Valfontanabuona cinza-preta e mármore Carrara branco
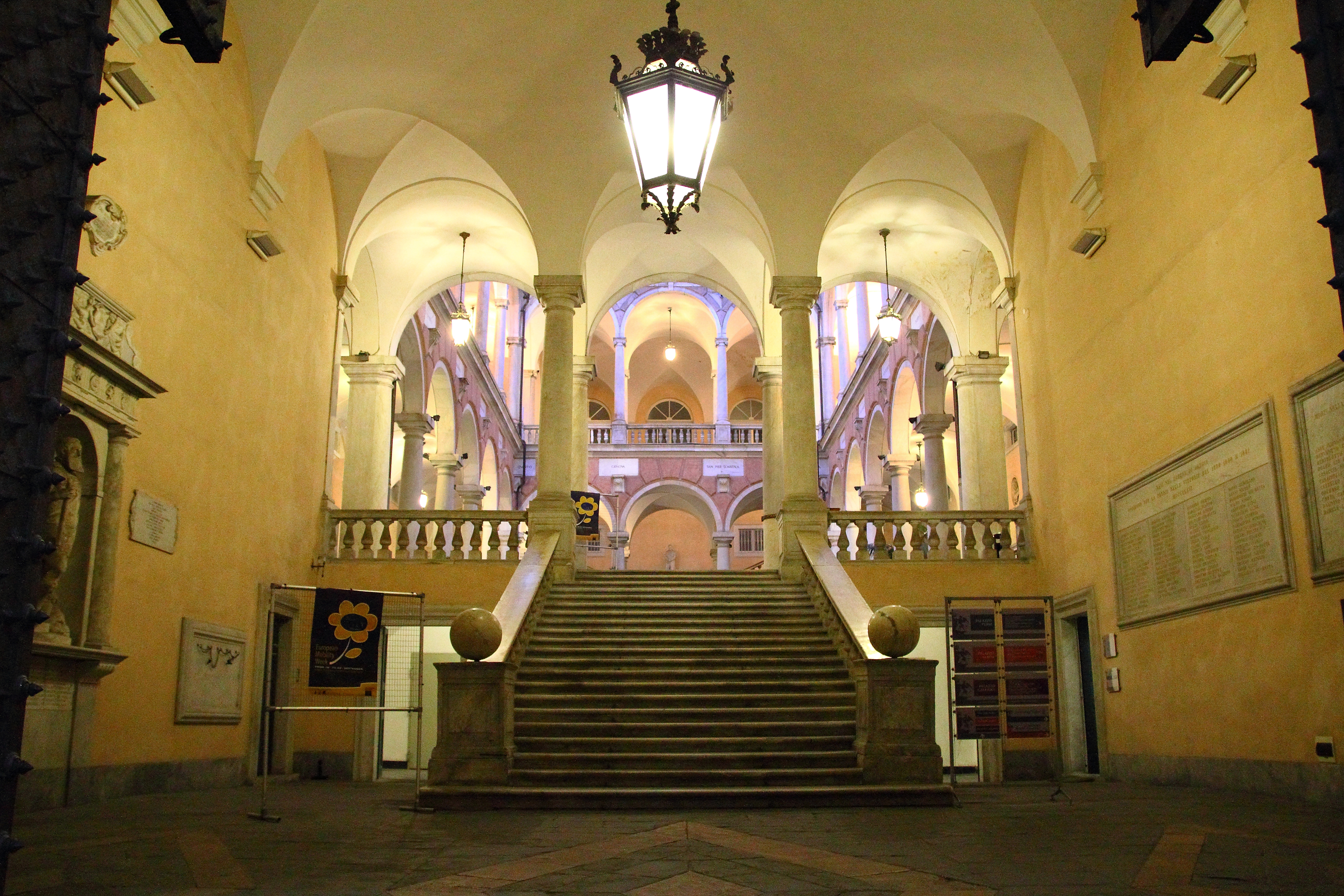
A escada
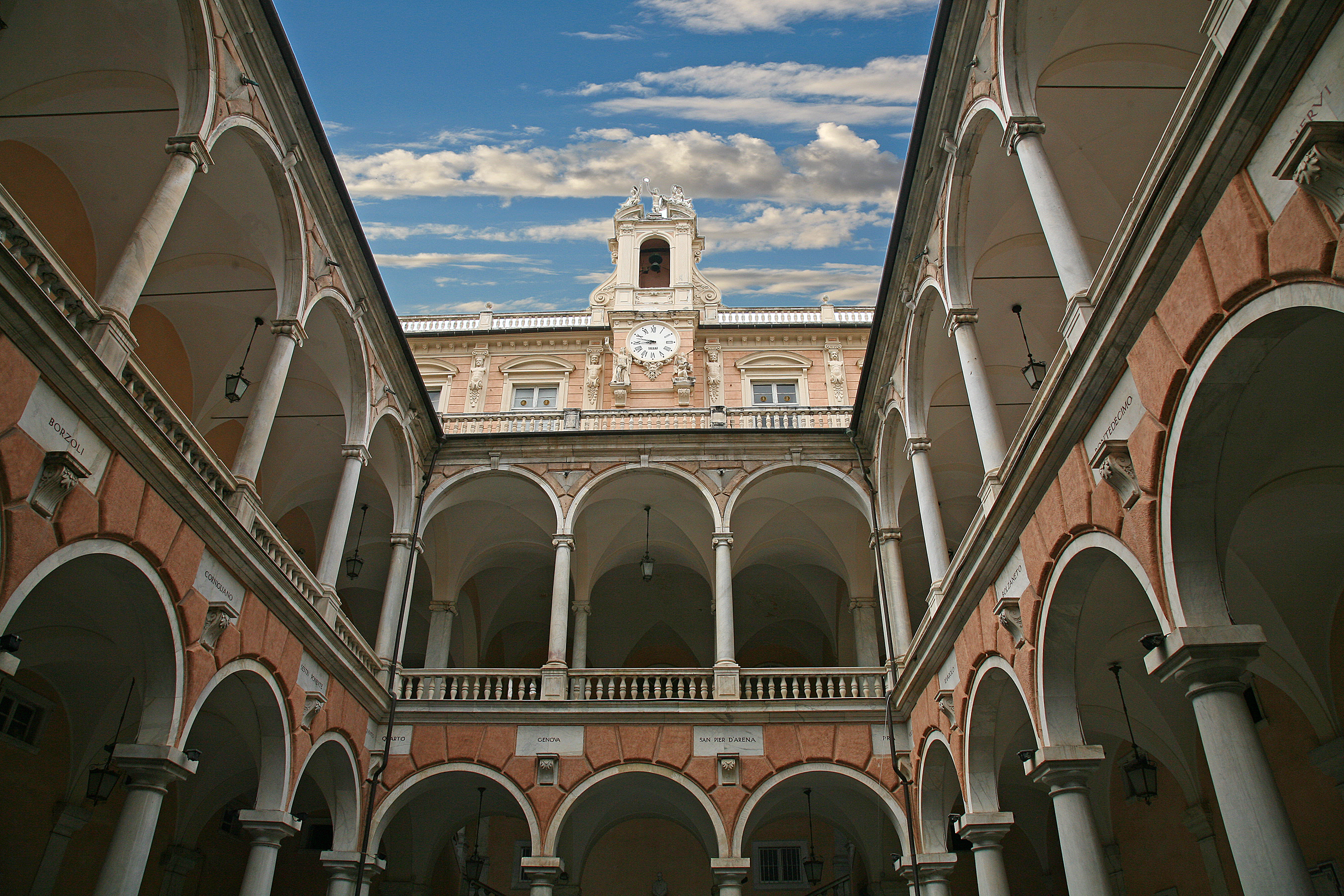
O pátio retangular elevado em dois andares
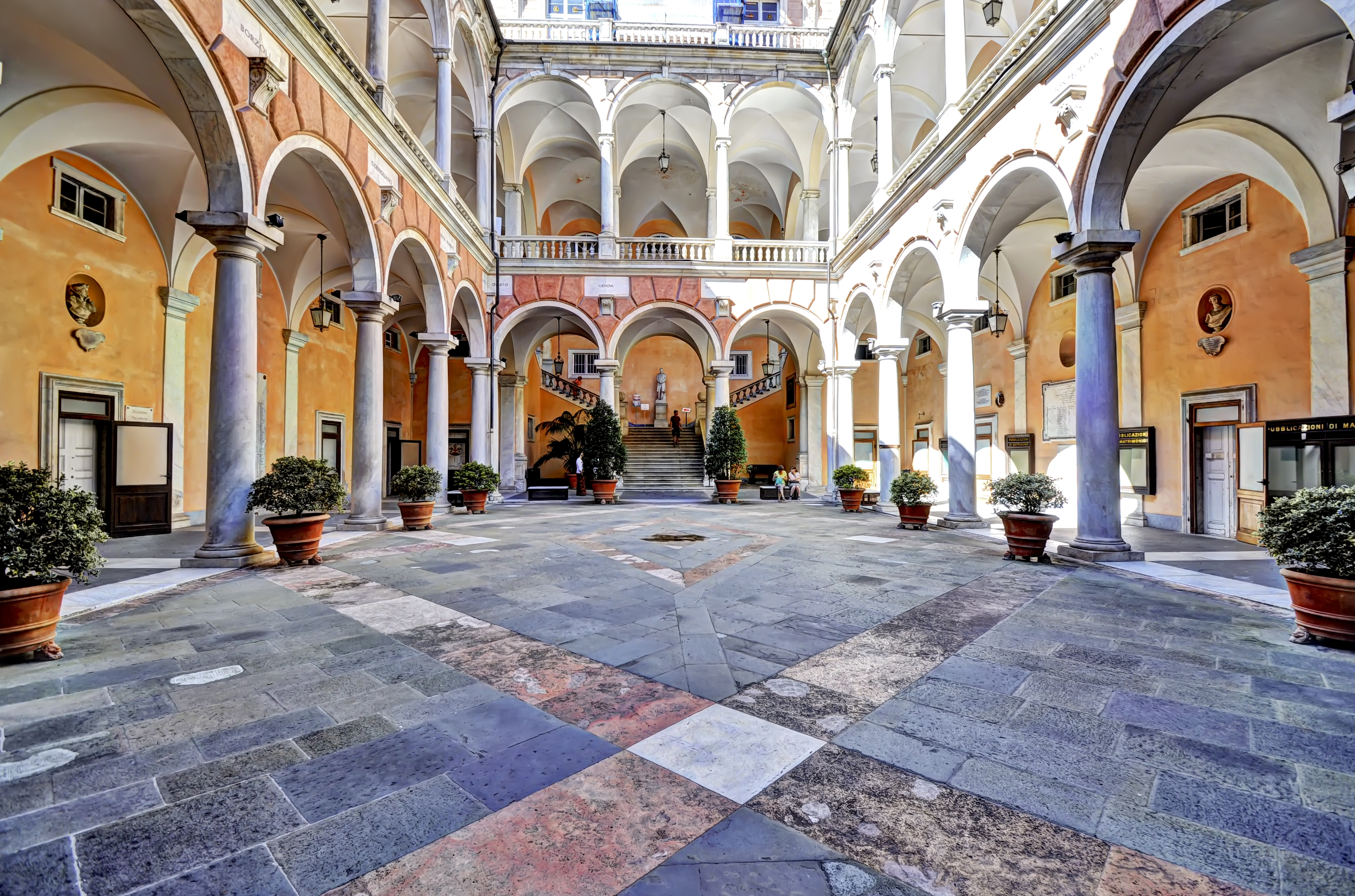
Espaços internos
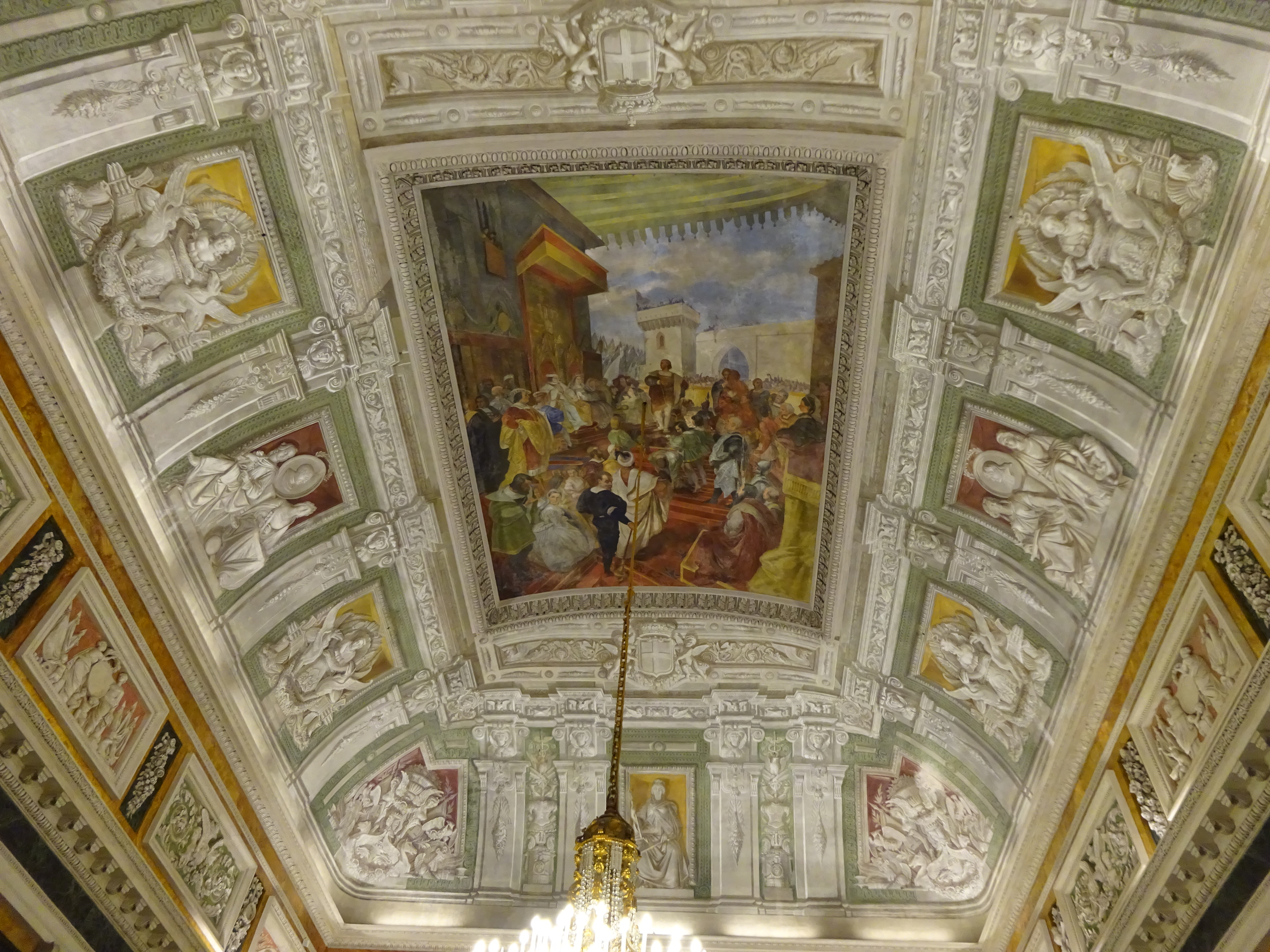
Hall de recepção, o teto
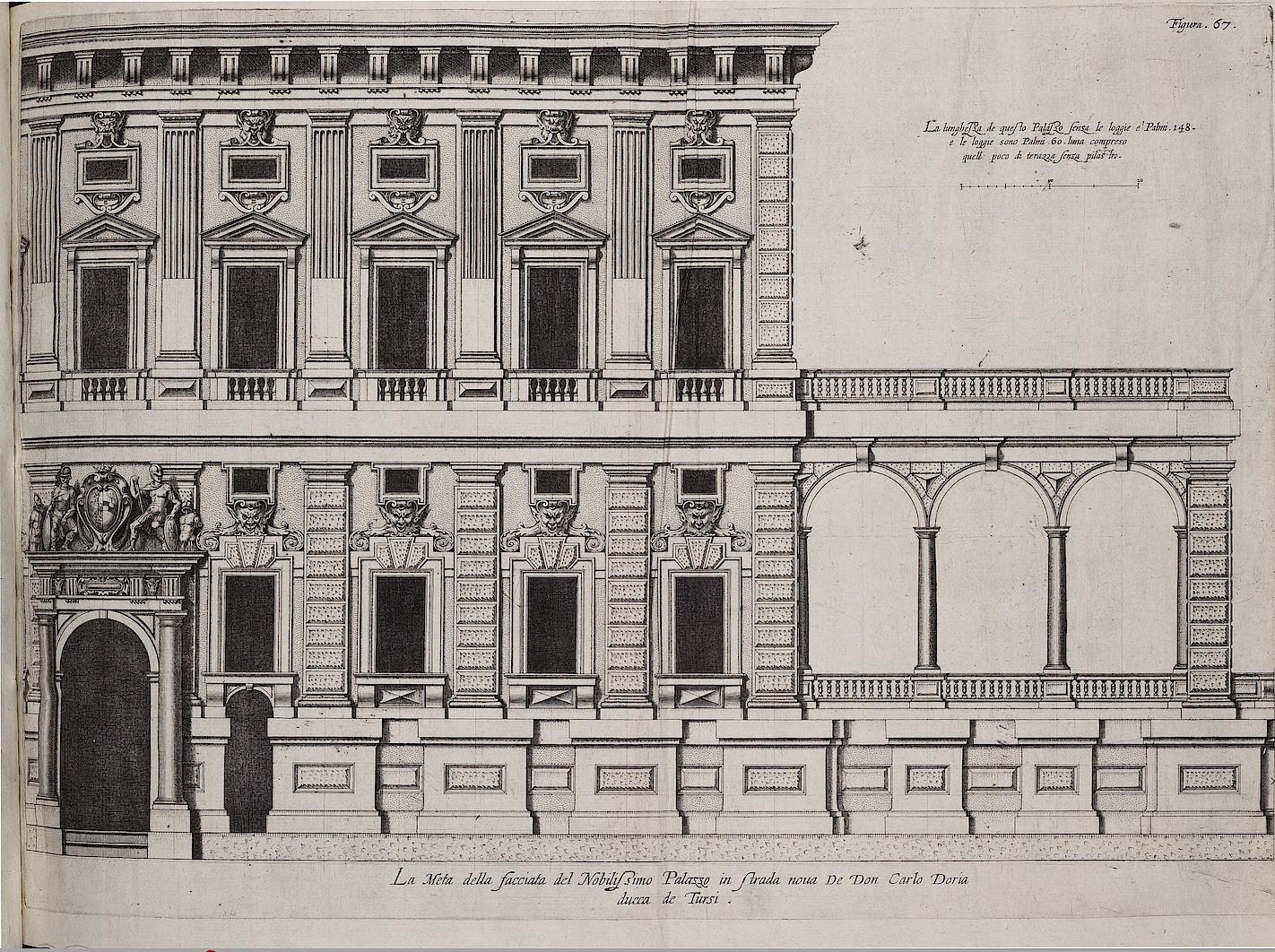
Rubens - Palácios de Gênova, 1622
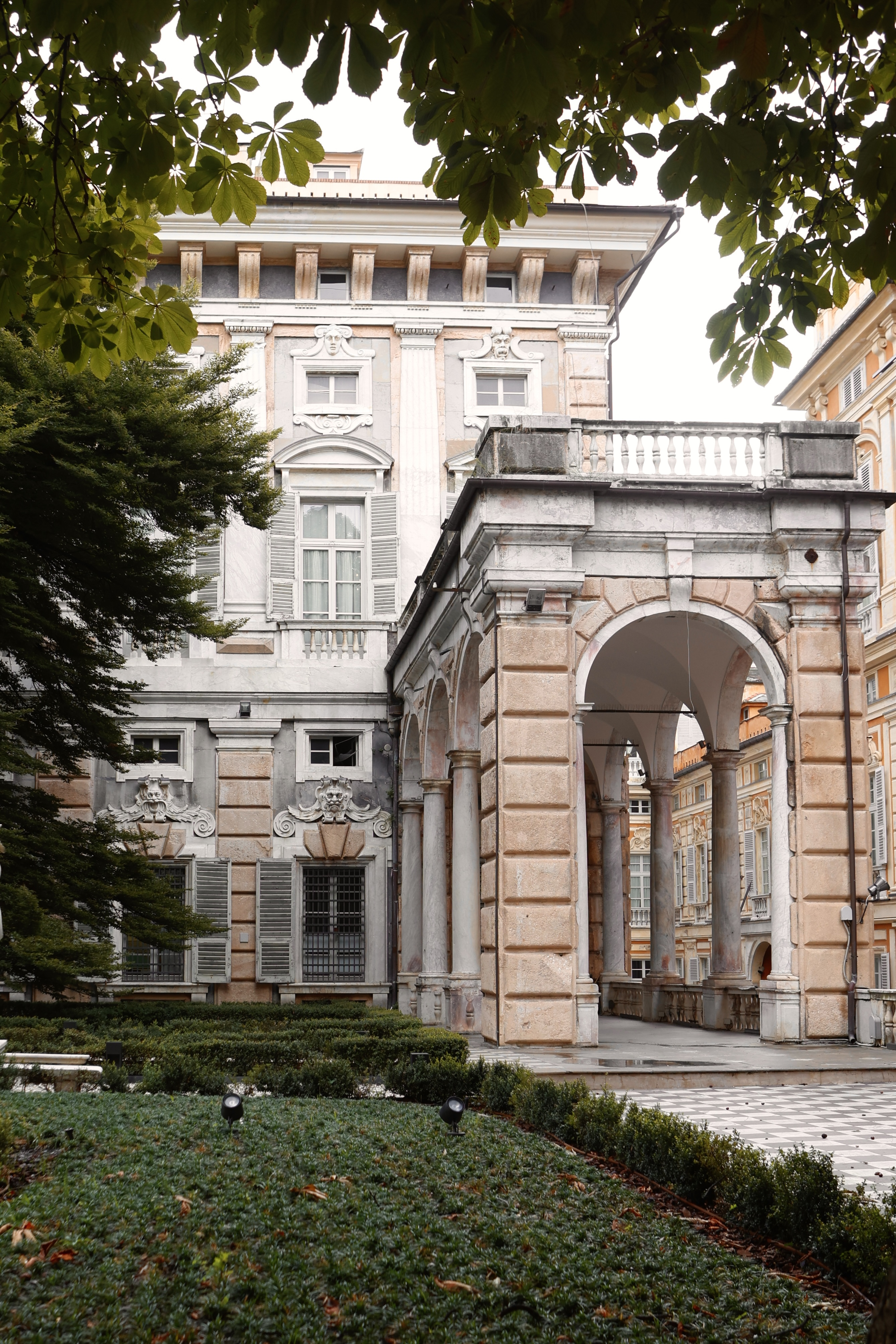
Loggia na fronteira com o jardim inferior do Palazzo Bianco

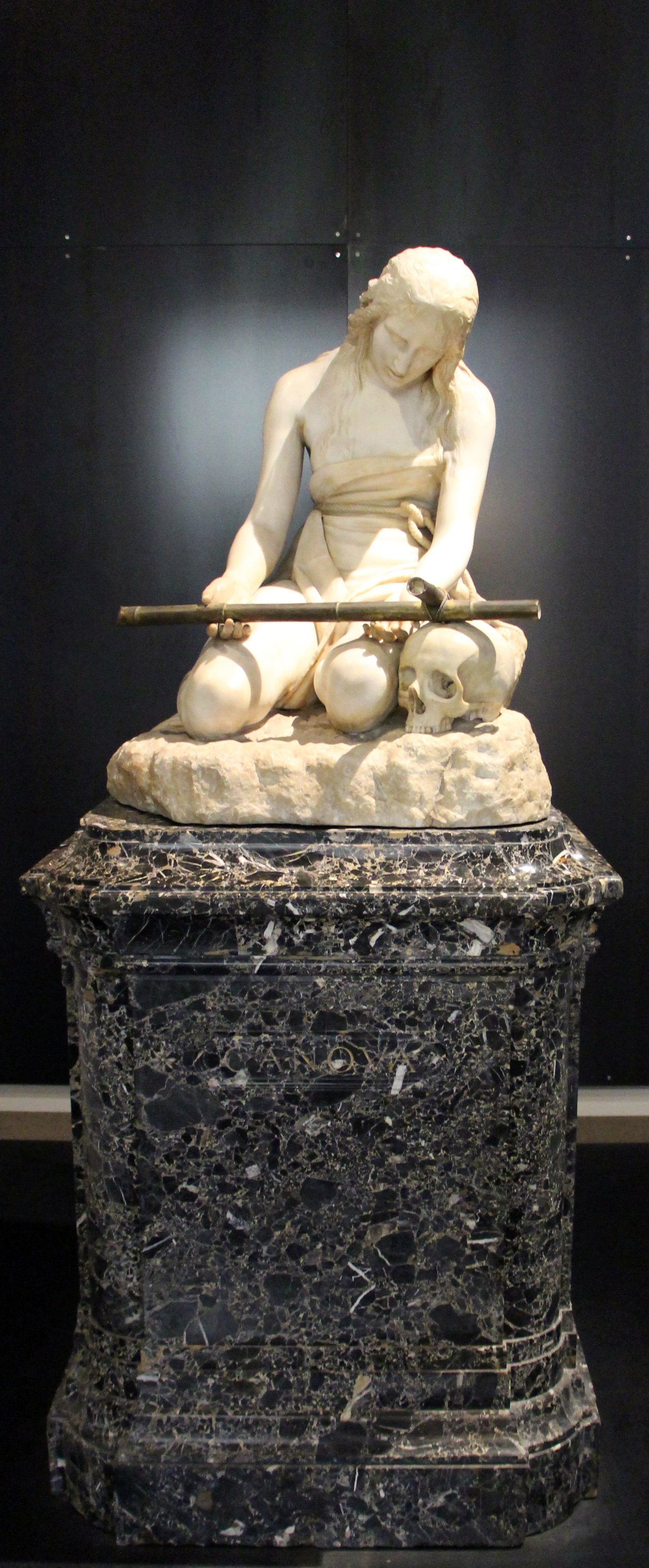
Antonio Canova, A Penitente Madalena
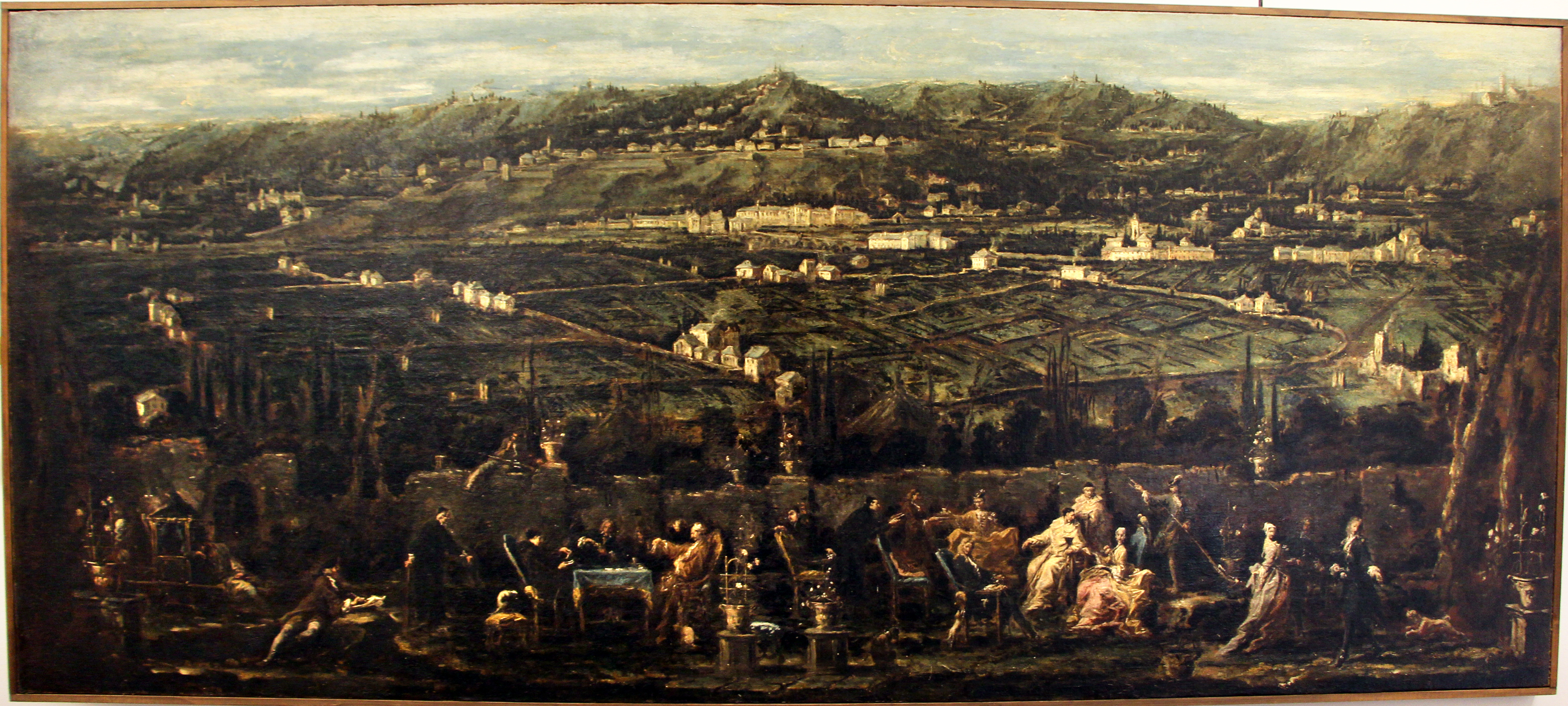
Alessandro Magnasco, Entretenimento num jardim em Albaro
Alessandro Magnasco Santo Agostinho e a criança
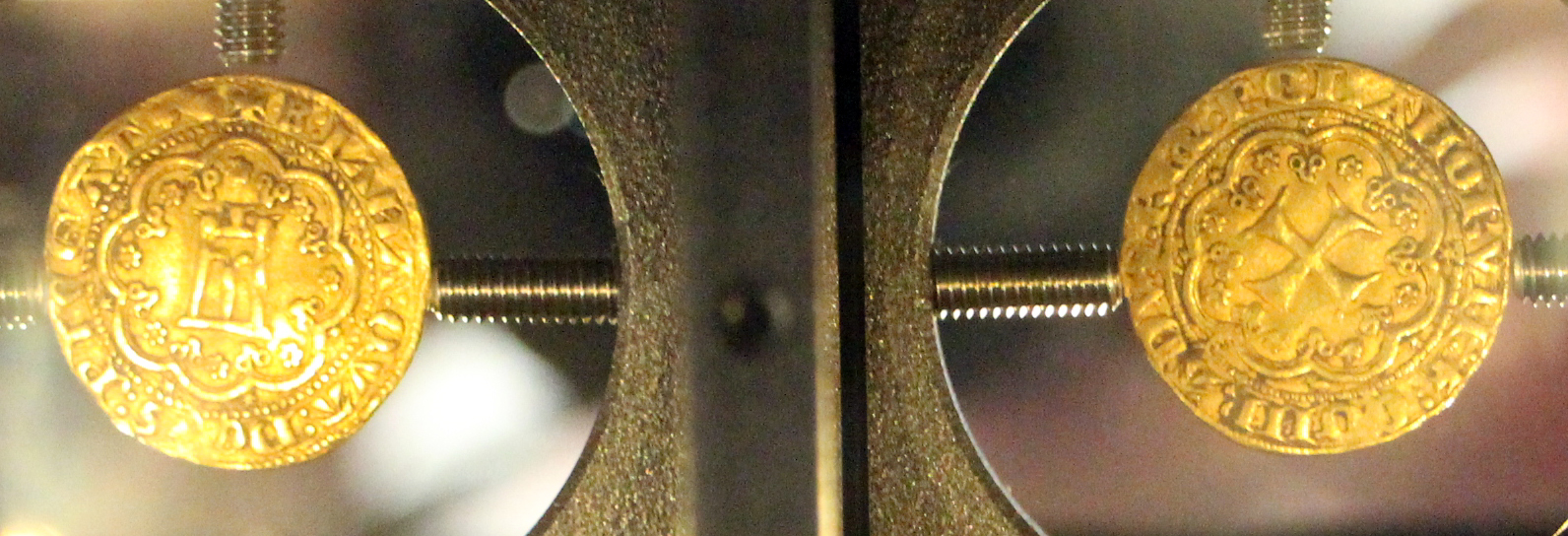
Coleção Numismática, Genovino
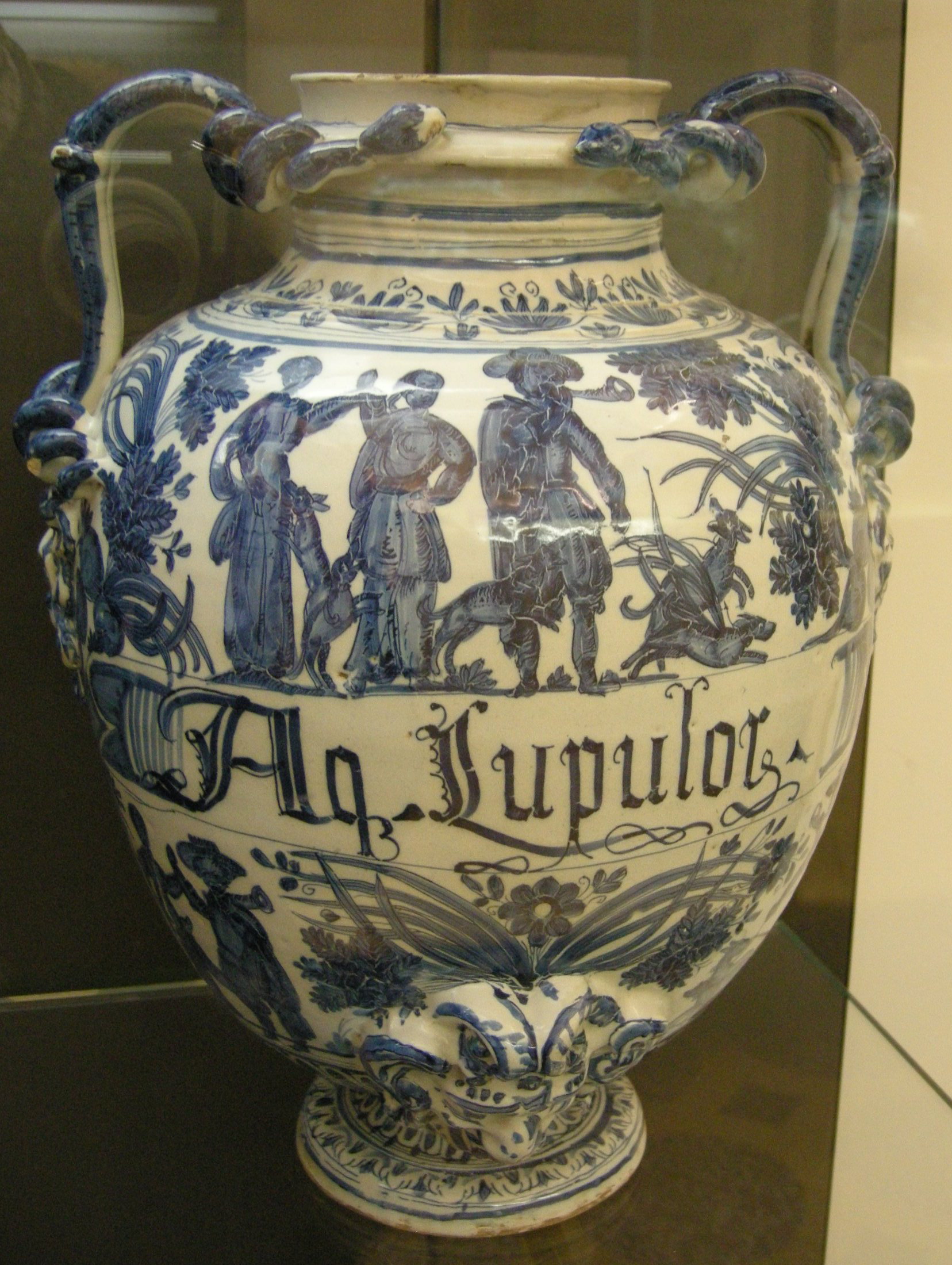
Coleção de cerâmica, frasco de lúpulo farmacêutico, século XVII
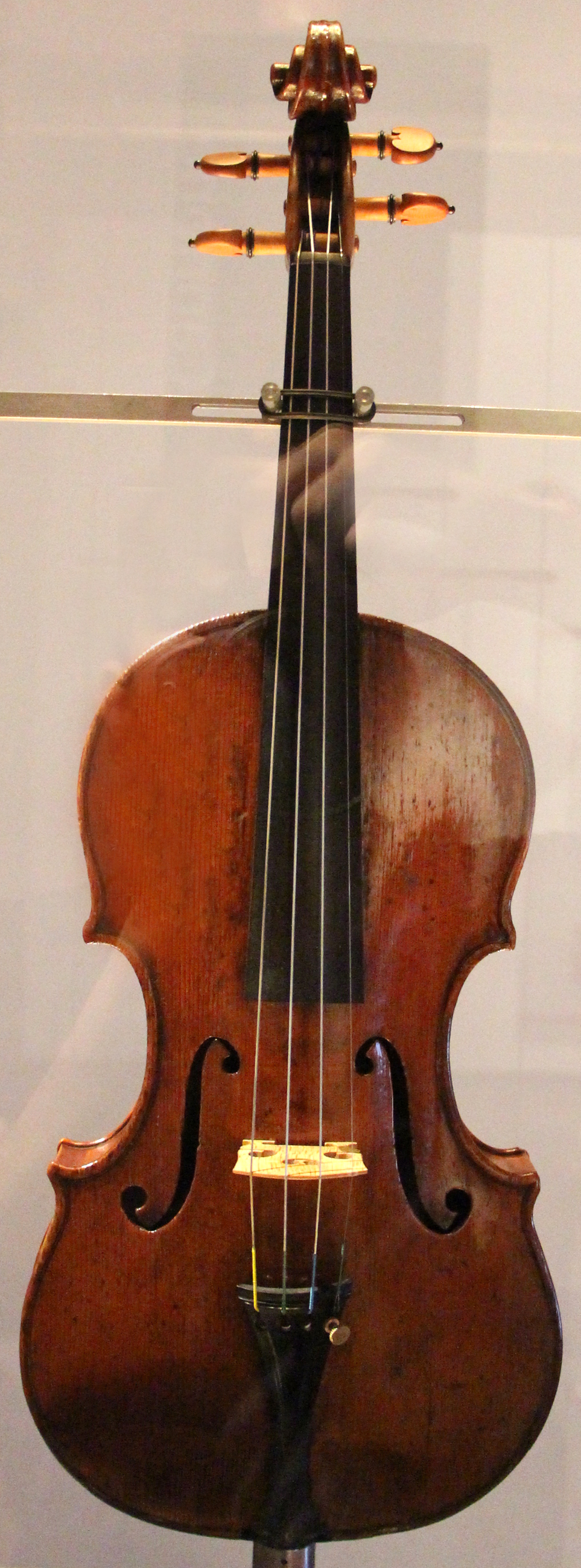
O violino Sivori, construído pelo luthier francês Jean-Baptiste Vuillaum, em Paris 1834 e uma cópia do famoso Guarneri del Gesù, o "Cannone"
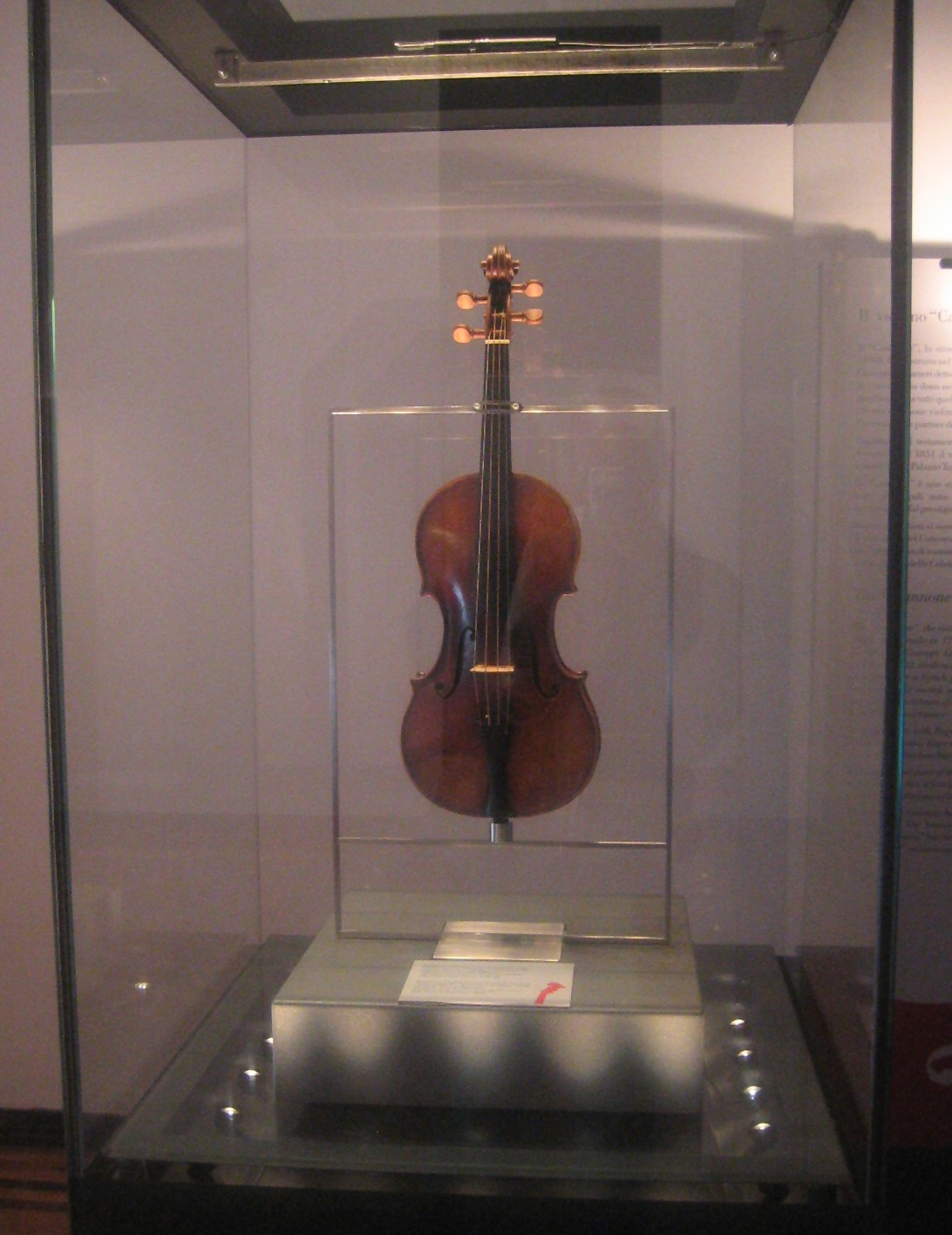
O violino construído pelo luthier italiano Bartolomeo Giuseppe Guarneri e pertenceu a Niccolò Paganini e se chama Il Cannone